# Gymnosiphon minutus
Gymnosiphon minutus là một loài thực vật có hoa trong họ Burmanniaceae. Loài này được Snelders & Maas mô tả khoa học đầu tiên năm 1981.